# Gift Kampamba
Gift Kampamba (Kitwe, 1º gennaio 1979) è un ex calciatore zambiano, di ruolo centrocampista.

## Caratteristiche tecniche
Era un'ala destra, ma poteva essere impiegato anche come esterno destro.

## Carriera

### Nazionale
Ha debuttato in Nazionale il 3 maggio 1998, in Angola-Zambia (1-1), subentrando a Freddie Mwila Junior al minuto 64. Ha messo a segno la sua prima rete con la maglia della Nazionale il 15 luglio 2000, in Zambia-Etiopia (2-0), siglando la rete del definitivo 2-0 al minuto 67. Ha partecipato, con la Nazionale, alla Coppa d'Africa 2002. Ha collezionato in totale, con la maglia della Nazionale, 31 presenze e cinque reti.